# T.J. McFarland
Timothy John McFarland, detto T. J. (Palos Hills, 8 giugno 1989), è un giocatore di baseball statunitense, lanciatore per i St. Louis Cardinals della Major League Baseball.

## Carriera
Nato nello stato dell'Illinois, mentre era ancora studente alla Amos Alonzo Stagg High School, è stato scelto nel draft MLB 2007 dai Cleveland Indians al 4º giro del draft.
Nell'organizzazione degli Indians, ha giocato per cinque stagioni nella Minor League Baseball (MiLB) nel ruolo di lanciatore.
Il 6 dicembre 2012 è stato scelto dai Baltimore Orioles nel rule 5 draft. Nello spring training 2013 ha disputato con gli Orioles 8 partite, dove ha lanciato 15.1 inning con una media PGL di 4.70 e 10 strikeout.
Alla fine dello spring training è stato inserito nel roster dei 25 giocatori che prendono parte alla stagione regolare. Ha debuttato nella MLB il 6 aprile 2013, al Camden Yards di Baltimora contro i Minnesota Twins.
Il 26 febbraio 2017 è diventato free agent, e il 3 marzo ha firmato con gli Arizona Diamondbacks. Il 1 dicembre è nuovamente free agent e appena cinque giorni dopo ha rifirmato con i D-Backs. Divenne free agent al termine della stagione 2019.
Il 4 novembre 2019, McFarland venne reclamato dagli Oakland Athletics, che lo svincolarono al termine della stagione 2020.
Il 16 febbraio 2021, McFarland firmò un contratto di minor league con i Washington Nationals con un invito allo Spring Training incluso. Venne svincolato dalla franchigia il 29 giugno.
Il 1º luglio 2021, McFarland firmò un contratto di minor league con i St. Louis Cardinals.